# Јохан Кеплер
Јохан Кеплер (Вајл дер Штат, 27. децембар 1571 — Регензбург, 15. новембра 1630) је био немачки астроном, математичар и астролог. Установио је кретање планета по елипсама, те тиме срушио теорије и веровања да се планете крећу око Сунца по кружницама (Први Кеплеров закон). Након тешког детињства одлучио се за црквену каријеру, па је 1584. ступио у семениште у Аделсбергу. Пошто је примљен на Универзитет у Тибингену, где га је астрономији поучавао Коперников следбеник Михаел Мастлин, напустио је свештеничку службу и 1594. прихватио катедру астрономије у Грацу. Његов су рад запазили Галилео Галилеј и Тихо Брахе, који га је позвао за помоћника у Праг. Након Брахеове смрти 1601, преузео је његов положај дворскога математичара и астролога цара Рудолфа II. Од новембра 1604. до почетка 1606. посматрао је нову звезду (Кеплерова супернова или СН 1604), која је сјајем у максимуму надмашивала сјај Јупитера; на месту звезде, за коју се данас зна да је била супернова, запажају се само дифузни остаци, без остатка звезде.
Користећи врло тачна Брахеова опажања планете Марса, Кеплер је открио правилности у планетским кретањима која су позната под именом Кеплерови закони. Прва два закона објавио је 1609. у својем главном делу Astronomia nova. Он је био први од астронома који се сасвим решио епицикала, геометријских конструкција које су уведене у геоцентричном систему. У истом делу објавио је своје тумачење плиме и осеке као последице деловања Месеца. Међутим његово тражење разлога због којих се планете крећу својим стазама губило се у наивним предоџбама. Тек је Исак Њутн, на темељу динамике и три Кеплерова закона, установио закон опште гравитације.
Након Прага, Кеплер је 1612. прешао у Линц, где је предавао математику. Године 1615. издао је математичко дело Нова стереометрија винских бачава /у ствари закривљених површина/ (лат. Nova Stereometria Doliorum Vinariorum), у којем се служио поступцима који га чине претечом инфинитезималнога рачуна. Године 1619. објавио је дело Складности света (лат. Harmonices mundi) у којем се излаже његов трећи закон. Настављајући Брахеов рад, 1627. издао је Рудолфинске таблице (лат. Tabuli Rudolphinae) за израчунавање положаја планета, с логаритамским таблицама, таблицама атмосферске рефракције, те каталогом 1005 звезда. Таблице су биле у употреби још цео век. Кеплер је допринео и модерној оптици конструкцијом астрономскога телескопа (Кеплеров двоглед је врста двогледа или телескопа с два сабирна (конвексна) сочива, која дају обрнуту слику предмета), а такође и тумачењем ширења светлости и деловања ока.

## Детињство
Много података о Јохан Кеплеру и његовој породици се зна из хороскопа које је сам писао. Ти хороскопи су имали важну улогу у његовом даљем животу, јер му је израда истих за бројне племиће осигурала довољно средстава за бављење правим научним радом.
У његовом хороскопу пише да је рођен 27. децембра 1571. у 14.30, након трудноће од 224 дана, 9 сати и 53 минута. Рођен је у немачком градићу Вајл дер Штату који је у то време имао око 200 становника.
Из хороскопа се сазнаје да му је деда Себалдус Кеплер био крзнар и градоначелник. Имао је дванаесторо деце од којих су прво троје и последње умрли док су били у колевци. Јоханов отац Хенрих био је четврто дете и остао као најстарији од преживеле браће и сестара. Био је професионални војник. Кад је Јохану било три године, отац му је отишао у рат у Холандију, против протестантских побуњеника. Годину дана касније Јоханова мајка се придружила мужу и оставила децу баки.
Годину дана касније родитељи су се вратили и купили кућу у Леонбергу, али ускоро их је отац опет напустио и придружио се војсци војводе од Албе. Вратио се још једном, продао кућу и купио крчму. Тај посао му није ишао, и 1588. је напустио породицу, која га више никада није видела. До тада је Јоханова мајка родила седморо деце, од којих је троје рано умрло, а један син је био епилептичар. Јоханова мајка Катарина је била оптужена да је вештица.
Овај сажети приказ породичног стања показује да Кеплер није имао срећно детињство. Међутим, протестанти су у то време настојали да солидно образују сиромашну и надарену децу. Кеплер је био протестант, сиромашан и надарен, па су га примили у основну школу, у којој је настава одржавана на латинском. После је отишао у богословију где је матурирао са седамнаест година. Школу је наставио на филозофском факултету у Тибингену, који је такође врло брзо завршио и прешао на Теолошки факултет. Иако је од најранијег детињства био јако религиозан, никада није намеравао да постане свештеник, али у то сиромашно доба није било другог начина да се образује. После четири године студија теологије, управо кад је био пред завршним испитима, понуђено му је место професора Протестантске школе у Грацу. Аустријски протестанти су се обратили Тибингену, а професори су оценили да ће независни, знатижељни и пркосни Кеплер, који је јавно бранио Коперника, бити бољи професор него свештеник.
Кеплер је био почашћен, али није био одушевљен јер је положај био низак. На крају су знатижеља и независност тог положаја превагнули и он је прихватио понуду под условом да може да се врати и заврши студије теологије.

## Рад пре Брахеа

### Професор Кеплер
Предавање математике у Грацу испало је велико разочарање за њега. Прве године је имао мало студената, а друге године ниједног. Томе је допринела његова неприлагођеност педагогији. Он је имао врло бујну машту, јако спрегнуту са осећањима, тако да је њена кривудања једва он сам пратио. Често се узбуђивао због малих ствари, неразумљивих просечном ђаку. Ти исти просечни ђаци га често нису разумевали и био им је смешан.
Неуспех га је терао у очај и Кеплер је молио свог професора Местлина да га врати. Управа школе је међутим била задовољна њиме. Говорили су да то није његова кривица, и доделили су му додатна предавања — реторику и читање Виргилија.
Други део његовог посла сводио се углавном на „примењену астрономију“, тј. астрологију. Морао је да спрема годишње хороскопе и календаре. Кеплеру је то било занимљиво, уосталом добијао је и 20 форинти по хороскопу, што је тада била пристојна сума.
Са првим календаром/хороскопом је имао среће; предвидео је два догађаја (која су објективно била прилично извесна): Хоће ли зима бити јака и да ће Турци напасти Аустрију?
Ова два догађаја су се догодила, па се његово пророчанство испунило. У Алпима су људи умирали од хладноће, а око Беча су Турци палили и пљачкали. Тако му је „покћерка астрономије“, како је звао астрологију, неочекивано донела популарност и донекле финансијску сигурност.
Поред предавања и спремања календара, Кеплеру је остало доста времена и за креативну активност. Он није прошао кроз неку школу истраживања, и није имао прилике да прати рад неког истраживача. Да је имао, могуће је да не би открио своје законе, већ би ишао стопама својих претходника.
Важно је напоменути да Кеплер није био непогрешив истраживач. Штавише, често се каже да је он за сваки добар корак направио три погрешна. Само што би онај један био толико добар да му се опраштају сва три погрешна.
Кеплер је био врло систематичан. Годинама је израђивао стотине страница прорачуна и никада се није задовољавао са осредњим слагањем теорије и посматрања. Ако се теорија не би тачно прилагодила подручју посматрања, требало је потражити друге могућности. Колико год су првобитна рачунања тражила много времена и напора, она су морала бити тачна. Управо како су Кеплерови успеси надвладали његове грешке, тако је карактеристично да се увек покоравао посматрањима, која су превагнула необичне плодове његове својеврсне (не)стварности.
И тако је Кеплер почео од праћења пропорција бројева и њихових квадрата тражећи подударности облика и њихових комбинација. Та метода је позната као „Питагоризирање“. Данас је „питагоризирање“ губљење времена, али Кеплер је пре око четири стотине година, полазећи управо од Питагоре и Платона, успео.

### Космички пехар
Кад је Кеплер завршио рукопис „Космичке мистерије“, добио је два месеца годишњег одмора да у Виртембергу осигура објављивање. Тиме се бавио његов професор Местлин, који је написао одушевљену рецензију сенату универзитета и надгледао штампање.
За то време Кеплер је уверавао Фридриха, кнеза од Виртемберга, да се направи пехар по његовом космичком моделу. Требало је да различити мајстори израде различите делове да тајна пехара не би била откривена, а да знаци планета буду израђени од драгог камења: Сатурн од дијаманата, Месец од бисера, итд. Свака сфера би садржавала друго пиће, које би скривеним цевима стизало до славина. Сунце би садржавало аква-виту, Меркур бренди, Месец воду итд.
Кнез му је наложио да направи модел од бакра, а уколико би му се свидео, даће му средства да га направи од сребра. Кеплер није имао новца за бакар па га је направио од папира разних боја, али знатно већег него што је требало да буде. Кнезу се свидело, али мајстори тако нешто нису могли да израде, чак ни измењен модел, без пића, који је Кеплер опет направио од папира. Уместо два, Кеплер је остао шест месеци, и вратио се необављеног посла. Посао се вукао још годинама; Кеплер је након неког времена написао извештај и напустио рад на пехару. Шест месеци касније понудио је модел Сунчевог система и почео да се њиме интензивно бави.

## Школовање код Брахеа
Проучавајући даље своје идеје о телима и куглама запазио је да је Коперник другачије третирао случај Земље од других планета. То је подстакло Кеплера, јер ако је Коперник овде погрешио и ако би се Земља третирала на исти начин као и све друге планете, његова необична теорија би се могла боље ускладити са посматрањима. Зато се Кеплер дао на одређивање тачне путање Земље. За ово су му била потребна најтачнија посматрања, па је одлучио да замоли Тиха Брахеа да му уступи своје књиге са мерењима.
Велика удаљеност од Граца, где је Кеплер живео, до Данске можда би га спречила да отпутује код Тиха, али Тихо се посвађао са многим људима у Данској и бојећи се да му не узму његове инструменте напустио је Данску 1597. године и населио се у Чешкој пред крај 16. века. Кеплер је у међувремену побегао из Граца због верских прогона и дошао у Праг 4. фебруара 1600. године. Тако је Кеплер могао да контактира Тиха, али Тихо Брахеу није падало на памет да Кеплеру само уступи мерења, већ је захтевао да му се Кеплер придружи као асистент и са њим спроводи мерења.
Пошто је Брахеов старији асистент Лонгомонтанус имао проблема са Марсом, њега је добио амбициозни Кеплер. Он је изјавио да ће одредити параметре путање за осам дана (чак се и опкладио). Посао је трајао шест година. Срећна околност је што је Кеплер почео са Марсом, јер је он, укупно гледано најпогоднији за откривање елиптичности.
Кеплер је тада под Брахеовом, не баш нежном руком, прошао своју прву школу мерења. Десет месеци колико су провели заједно (од укупно 18) било је довољно да Кеплер заврши школовање. То је могло трајати и краће да Кеплер није ишао два пута у Грац, како би довео жену. У међувремену, Брахе је предложио цару Рудолфу II да узме Кеплера у службу.
Два дана након Брахеове смрти, 6. новембра 1601, Кеплер је именован за Царског математичара. Имао је 30 година.
На самртној постељи Тихо Брахе је заклињао Кеплера да не заборави систем који је он заступао, да се Сунце окреће око Земље, а да се све остале планете окрећу око Сунца. Кеплер је обећао да то неће заборавити, премда је био свестан да се овај систем само незнатно разликује од Коперниковог система. У својим каснијим радовима он се савесно држао обећања.
Важно је напоменути да је Брахе имао врло неугодну нарав и свако ко је радио са њим је сваки дан био обасипан бујицом увреда. Тиме Кеплерово придржавање обећања још више добија на тежини и одлично је сведочанство Кеплеровог карактера (и неизмерног поштовања Тиха Брахеа), као и чињеница да је 25 година после своје велике планетарне таблице Рудолфове таблице посветио успомени на Тиха Брахеа.

## Рад после Брахеове смрти

### Књиге
Кеплер је објавио три познате књиге након Брахеове смрти:
- Нова астрономија (Astronomia nova)
- Хармоније света (Harmonices mundi)
- Рудолфове таблице (Tabuli Rudolphinae)

### Астрологија и други пројекти
Током 6 година борбе са Марсом, Кеплер је такође обављао своје дужности царског математичара: издавао је годишње календаре астролошких прогноза, радио је хороскопе личностима на двору и њиховим гостима, одговарао је на најразличитија и бројна питања знатижељних важних личности. Написао је две књижице о астрологији, једну о кометама и једну о облику кристала снега.
У то време је записао и неколико чудних теорија за које је заслужан, већ споменути, филозофско-осећајни део његовог карактера:
Чудна аномалија је да је Кеплер, радећи по овој нетачној основи, ипак дошао до тачног резултата, тј. да планете описују (тј. „пребришу“) исте површине у једнаким временским интервалима. (Други Кеплеров закон)
До краја живота веровао је да брзине планета опадају обрнуто са својим удаљеностима од Сунца. Била је чудна ствар да се овај закључак није могао употребити од планете до планете, него само за исту планету на разним даљинама од Сунца. Чињеница да периоди обиласка планета око Сунца не зависе од квадрата њихових удаљености, показала би Кеплеру да његова замисао није била исправна. Насупрот томе, Кеплер је открио најзначајнији однос између периода обиласка планета и њихових средњих удаљености од Сунца: он каже да је квадрат периода пропорционалан кубовима удаљености (Трећи Кеплеров закон).

## Последње године
Након прогона и бега из Линца Кеплер је добио две понуде: Универзитет у Болоњи му је понудио да наследи Магинија, а Френсис Бекон га је позвао у Енглеску. Обе понуде је одбио - Исто као што Галилео никад није напустио Италију, Њутн Енглеску, тако ни Кеплер није напустио тадашње немачко царство.
Након што је завршио посао са Рудолфовим таблицама у Улму, отишао је у Праг где је у то време Цар дошао да крунише сина за краља Чешке. Ту је срео његовог славног генерала, Албрехта Валенштајна. Пре 25 година Валенштејн је преко посредника тражио од Кеплера хороскоп. Кеплер је сазнао о коме је реч и прорекао му је бриљантну будућност војсковође. Шеснаест година касније израдио му је још један хороскоп. Када су се срели у Прагу, Валенштајн му је предложио да буде, поред царског, и његов приватни математичар. Како није знао где ће, Кеплер је пристао.
Валенштајн је био потпуно незаинтересован за науку, само су му хороскопи били важни. А кад их је Кеплер почео писати опрезно, Валенштајн је од њега тражио податке о положају планета које је слао послушнијим астролозима.
Кеплер је тада са својим зетом почео да штампа ефемериде; посао се сводио на то да на основу својих Рудолфових табела израчунава детаљно кретање планета током године, на основу чега се раде хороскопи. Те књиге су биле популарне, али њихово припремање је представљало најнижи ниво до ког се он спустио.
То га је довело до психичког стања у ком је искористио прву прилику да оде било куда. Планирао је да оде у Ратисбон и утера од цара 12.000 флорина дуга. Путовао је на једној раги коју је у Ратисбону продао за два флорина. Три дана касније добио је грозницу а неколико дана касније, 15. новембра 1630, умро је у педесетој години. Цар му је остао дужан, не само оних 12.000 флорина.